# The Lair
The Lair là một bộ phim truyền hình về ma cà rồng theo chủ đề đồng tính Mỹ được sản xuất here! năm 2007. Phần đầu tiên bao gồm sáu tập và được sản xuất vào tháng 1 năm 2007. Hai tập đầu tiên được công chiếu vào ngày 1 tháng 6 năm 2007. Phần 2 bao gồm chín tập và ra mắt vào ngày 5 tháng 9 năm 2008. Phần thứ ba gồm 13 tập đã được công bố vào tháng 9 năm 2008 và Colton Ford đã xác nhận rằng việc quay phim diễn ra vào tháng 10 và tháng 11 năm 2008. Phần 3 công chiếu ngày 4 tháng 9 năm 2009.

## Diễn viên

### Diễn viên chính
- Peter Stickles vai Damian Courtenay, lãnh đạo của một giao ước ma cà rồng và chủ sở hữu của The Lair
- David Moretti vai Thom Etherton [+], phóng viên cho một tờ báo địa phương
- Dylan Vox vai Colin, Chỉ huy thứ hai của Damian
- Brian Nolan vai Frankie, Người gác cổng của The Lair
- Colton Ford vai Sheriff Trout, cảnh sát trưởng của hòn đảo
- Jesse Cutlip vai Jonathan [++], Bạn trai quá ghen tuông của Thom (mùa 1)
- Beverly Lynne vai Laura Rivers, Bạn thân và đồng nghiệp của Thom (mùa 1 & 2)
- Matty Ferraro vai Ian, một người sói trẻ tuổi (mùa 2)
- Frankie Valenti vai Tim, trợ lý của một nhà làm vườn và nhà thực vật học (mùa 2 & 3)
- Steven Hirschi vai Athan [+++], một Gorgon cổ đại (mùa 3)

### Cũng có sự tham gia của ngôi sao
Trong phần 3, các diễn viên được chọn có tên của họ trong phần mở đầu trực tiếp sau tên của các diễn viên chính, mặc dù không có đoạn phim nào được thực hiện cho họ
- Thor Knai vai Dennis, một thanh niên gặp rắc rối đã bị cảnh sát trưởng Trout thẳng ra
- Jared Grey vai Harris Phillip Chichester, chủ sở hữu của nhà sách Seen Of The Crime và là tác giả của hai cuốn sách về truyền thuyết địa phương
- Vince Harrington vai Matty, quản lý của quán bar Arkham Harbor Light
- Tyler Saint là một thành viên giấu tên của giao ước Damian

### Khách mời đặc biệt
Trong phần 3, các diễn viên được chọn có tên trong danh sách mở đầu với tư cách là ngôi sao khách mời đặc biệt, mặc dù không có đoạn phim nào được thực hiện cho họ
- Sybil Danning vai Frau Von Hess, một ma cà rồng muốn trả thù Damian
- Ron Jeremy vai một Người giao hàng, giao hàng đến quán bar Arkham Harbor Light

Ghi chú
+^ Moretti cũng đóng vai nhân vật Richard DeVere trong một tập của phần 1.

++^ Jonathan đã được chơi bởi Ethan Reynold trong phần 2, với vai trò định kỳ

+++^ Hình thức Gorgon của Athan được chơi bởi Eberhardt Huhn

## Tóm tắt cốt truyện

### Mùa 1
The Lair được đặt trong một cộng đồng đảo nhỏ, vị trí chính xác không xác định.  Thom, một phóng viên của tờ báo địa phương, đang điều tra một chuỗi cái chết của những chàng trai trẻ, được gọi là "vụ giết người John Doe".  Cuộc điều tra của anh ta dẫn anh ta đến một câu lạc bộ tình dục tên là The Lair, mà anh ta phát hiện ra được điều hành bởi một nhóm ma cà rồng do Damian lãnh đạo.  Damian bị thu hút bởi Thom vì Thom là nhân đôi của người đàn ông đã biến Damian thành ma cà rồng hai thế kỷ trước đó.  Colin, trung úy của Damian, lên kế hoạch gạch Damian sau một bức tường và chiếm lấy The Lair.  Luật sư địa phương Sheriff Trout, cũng điều tra các vụ giết người, tìm đường đến The Lair.  Một vụ xả súng xảy ra trong đó tay sai của Frankian là Frankie bị giết.

### Mùa 2
Khi Cảnh sát trưởng Trout hồi phục vết thương do súng bắn, anh ta đưa Ian, một người mới đến hòn đảo đang bị truy đuổi bởi một người đại lục bí ẩn.  Damian liên lạc với Thom và thuyết phục anh ta phục hồi cơ thể của Damian và phục hồi anh ta.  Frankie ám ảnh Colin, cảnh báo về sự sụp đổ sắp xảy ra của mình.  Âm mưu nở rộ dưới dạng  Lumina Orchis , một loài hoa chỉ nở rộ dưới ánh trăng và tạo ra niềm đam mê kỳ lạ đối với nhà thực vật học địa phương Jake đến sự mất tinh thần của trợ lý Tim.  Vào cuối mùa, Jake, Laura, Jonathan và người đại lục bí ẩn đều đã chết, Colin bị phá hủy và Thom đang sống tại The Lair.

### Mùa 2.5
Phần 2.5 đã được miêu tả trong một online 8-part comic series được vẽ bởi họa sĩ truyện tranh Rosendo Brown, được biết đến với Fabulance.  Mỗi phần trong sê-ri là một câu chuyện độc lập dài một trang, có nghĩa là điền vào các liên kết còn thiếu của các sự kiện đã diễn ra sau đêm chung kết mùa 2.  Những câu chuyện này là:
1. "A Cold Day in Hell":  Colin đến Địa ngục và biết rằng anh ta phải thỏa thuận với quỷ để trở về cuộc sống ma cà rồng bất tử của mình.
2. "Special Delivery":  Damian đam mê hành vi tình dục lệch lạc với một trong những giao ước ma cà rồng của anh ta khi anh ta ngẫm nghĩ về cuộc đời của mình như một vị vua bất tử.
3. "Bump in the Night":  Cảnh sát trưởng Trout theo dõi một đêm không ngủ tại nhà của anh ta, bảo vệ chống lại những nỗi kinh hoàng chưa từng thấy đã bất ngờ làm đau đầu thị trấn của anh ta.
4. "Highway to Hell":  Colin được con quỷ đưa ra chỉ dẫn về nơi anh ta có thể tìm thấy Master, người sẽ đưa Colin trở lại Trái đất.
5. "A Warm Welcome": Colin chiến đấu với một người bảo vệ quỷ trong nhiệm vụ tìm kiếm "Master" khó nắm bắt
6. "Ghost Stories":  Frankie học được mặt sáng của việc trở thành một hồn ma từ linh hồn của một cậu bé đã chết.
7. "Last Call":  Thom bắt đầu than thở về những lựa chọn trong cuộc sống của mình khi anh bị một con ma cà rồng khát máu trong câu lạc bộ của Damien dồn lại.
8. "A Chance in Hell": Master đặt kế hoạch của mình thành chuyển động bằng cách đồng ý đưa Colin trở lại thế giới của người sống

### Mùa 3
Thom đấu tranh để thích nghi với cuộc sống như một con người duy nhất tại The Lair. Colin say mê Richie từ bên ngoài ngôi mộ để khôi phục Colin, người có kế hoạch thành lập một câu lạc bộ để cạnh tranh với The Lair.  Damian được liên lạc bởi Frau von Hess, người có kế hoạch cho anh ta và hòn đảo.  Cảnh sát trưởng Trout, mất tích Ian hiện đang chạy trốn, nhớ lại một thanh niên khác từ quá khứ của mình.  Một người mới đến hòn đảo là Athan, một chuyên gia cổ vật, người chứa chấp trong anh linh hồn của một người đàn ông gorgon.

## Podcast
Vào ngày 21 tháng 6 năm 2007, here! đã đưa ra một podcast cho sê-ri. Được tổ chức bởi DJ và here! tính cách Ben Harvey, podcast có các cuộc thảo luận bàn tròn về loạt phim và các cuộc phỏng vấn với các diễn viên.  Không có podcast mới liên quan đến phần hai đã được phát hành; podcast cuối cùng được phát hành vào tháng 10 năm 2007.

## Phản ứng quan trọng
Phản ứng phê phán đối với The Lair phần lớn là tiêu cực. "Thật kinh khủng... theo nghĩa chung [nhưng với] giá trị trại thực sự "là cách Bưu chính Pittsburgh mô tả chương trình. Trong khi Post-Gazette ca ngợi màn trình diễn của Moretti để ca ngợi, các đánh giá khác mô tả nhiều diễn viên khác nhau là "gỗ" và diễn xuất "đôi khi được thực hiện một cách nghiệp dư đến mức hài hước."

## Phát hành DVD
| Tên DVD                             | Tập | Ngày phát hành                                               | Tính năng đặc biệt                                  |
| ----------------------------------- | --- | ------------------------------------------------------------ | --------------------------------------------------- |
| The Lair: The Complete First Season | 6   | 9 tháng 10 năm 2007 (Vùng 1) 2 tháng 2 năm 2009 (Vùng 2)     | - Blooper reel - Backlot featurette - Photo gallery |
| The Lair: Season 2                  | 9   | 24 tháng 2 năm 2009 (Region 1) 3 tháng 8 năm 2009 (Region 2) |                                                     |
| The Lair: The Complete Third Season | 13  | 10 tháng 3 năm 2010 (Region 1)                               |                                                     |